# ادیمالاتورا
ادیمالاتورا (به انگلیسی: Adimalathura) در هند است که در کرالا واقع شده‌است.

## خصوصیات
ادیمالاتورا ۲ کیلومترمربع مساحت دارد.